# Болгары в Сербии

Флаг болгарской общины Сербии

Болгары в Сербии (серб. Бугари у Србији, болг. Българи в Сърбия) имеют статус официально признанного национального меньшинства. По состоянию на 2011 год численность болгар в стране достигала 18 543 человек, большая их часть проживала в городах Босилеград и Димитровград

## Демографические данные
Болгары фигурируют в переписи населения в Югославии и Сербии с 1948 года.
- 1948: 59 472
- 1953: 60 146 (в т.ч. с болгарским как родным 59 166)
- 1961: 58 494
- 1971: 53 800 (в т.ч. с болгарским как родным 49 942)
- 1981: 33 455 (в т.ч. с болгарским как родным 35 269)
- 1991: 26 698 (в т.ч. с болгарским как родным 25 408)
- 2002: 20 497 (в т.ч. с болгарским как родным 16 459)
- 2011: 18 543 (в т.ч. с болгарским как родным 13 337)

Согласно переписи населения от 2011 года, в Сербии проживало 18 543 этнических болгар, которые расселились преимущественно по городам Босилеград и Димитровград на самом юго-востоке страны: в Босилеграде проживает 5 839 болгар (71,9% всего населения), а в Димитровграде (он же Цариброд) проживает 5 413 болгар (53,5% населения). Болгары исповедуют православие: в горных районах, где находятся Босилеград и Димитровград, почти нет мусульман. В связи с небольшим количеством болгарских священников часть болгар является прихожанами Сербской православной церкви. В районах Босилеграда и Димитровграда в каждой деревне есть церкви: старейшая из них датируется XI веком. Для местных жителей характерным является торлакские диалекты сербского языка. Самоназвание жителей, живших на стыке территорий современных Сербии, Болгарии и Северной Македонии и говоривших на торлакском наречии — «торлаки» (серб. торлаци) или «шопи» (серб. шопи).

## История

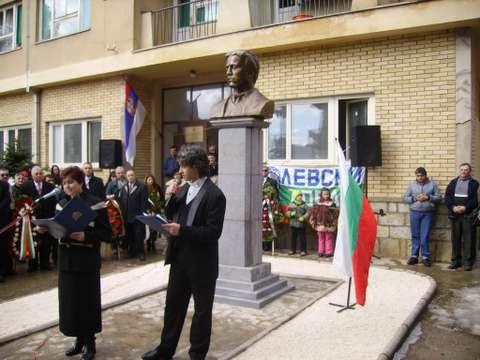
Открытие памятника Василу Левскому в Босилеграде

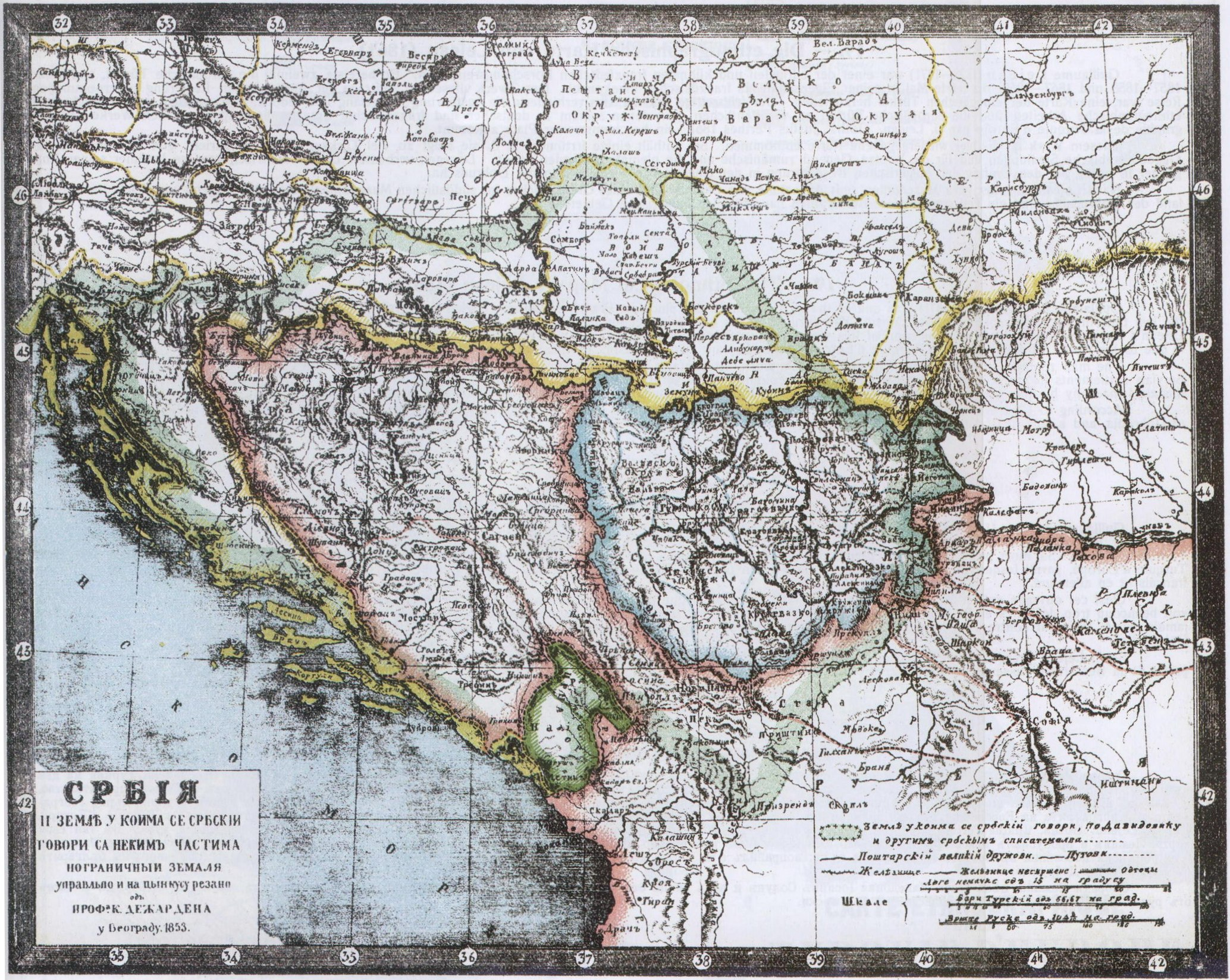
Карта профессора Константан Дежардана «Сербия и земли, в которых говорят на сербском» (1853)

До оттоманского завоевания Балкан границы региона постоянно менялись в результате противостояния Византийской империи, Болгарского царства и Средневековой Сербии. Как отдельный народ местные жители-торлаки не выделялись. Первым письменным источником на торлакском наречии является рукопись из Темского монастыря от 1762 года за авторством монаха Кирилла Живковича из Пирота, написанная, по его словам, на обычном болгарском языке.
Некий путешественник из Силезии в 1596 году писал о путешествии из Софии в Ниш, рассказывая о зверствах Османской империи, и утверждал, что среди казнённых по приказам турецкого султана были бедные болгарские крестьяне: по его словам, отрубленные головы свозили к городским воротам Ниша. В 1830-е годы эту территорию охватили несколько восстаний: Пиротское (1836), Нишское (1841) и Видинское (1850). На той территории, по данным турецких историков, в эпоху Танзимата большая часть жителей Нишского санджака была болгарами по происхождению; по данным авторов середины XIX века, фактическая граница между зонами проживания сербов и болгаров проходила к северу от Ниша. Сербские историки Димитрий Давидович (1828) и Милан Савич (1878) в качестве границы определяли также и Южную Мораву. Обсуждался вопрос о передаче территории Болгарии, согласно Константинопольской конференции 1876 года, и большую часть этих земель планировались передать болгарам по Сан-Стефанскому миру. С 1870 года эта территория, ранее бывшая под юрисдикцией Константинопольской православной церкви и Печского патриархата Сербской православной церкви, уже перешла к Болгарской православной церкви.
После Первой мировой войны четыре области, известные в болгарской историографии как Западные окраины, были отобраны у Болгарии и присоединены к КСХС: старая граница проходила по озеру Власина. В межвоенные годы ВМРО вела подпольную борьбу за выход из состава Югославии, совершая часто нападения на армию и полицию — это классифицировалось властями как терроризм. Во время Второй мировой войны, в которой Болгария участвовала на стороне Гитлеровской Германии, Западные окраины вошли в состав Третьего Болгарского царства (присоединены Пирот и Вране), однако после войны прежняя довоенная болгаро-югославская граница была восстановлена, и не менялась и после распада СФРЮ.

## Знаменитые уроженцы
- Елена Болгарская, жена сербского короля и царя Стефана Уроша IV Душана, регент (1355–1356)
- Григорий Цамблак (ок. 1365–1420), средневековый писатель, митрополит Киевский и всея Руси